# Giribawa Division
Giribawa Division är en division i Sri Lanka.   Den ligger i distriktet Kurunegala District och provinsen Nordvästprovinsen, i den centrala delen av landet, 140 km norr om huvudstaden Colombo. Antalet invånare är 31 320.